# 예른 안데르센
예른 안데르센(노르웨이어: Jørn Andersen, 1963년 2월 3일 ~ )은 노르웨이의 전직 축구 선수 출신 현 축구 지도자로 선수 시절 포지션은 공격수였으며 현재 중국 갑급리그의 윈난 위쿤 감독으로 재직 중이다.

## 선수 시절

### 클럽
1982년부터 1984년까지 프레드릭스타드 FK 소속으로 활동하며 1984년 노르웨이컵 우승을 맛보았고 1985년에는 볼레렝아 포트발 소속으로 리그 22경기 23골로 득점왕을 차지하며 팀을 그 해 리그 3위로 올려놓았고 같은 해 노르웨이컵에도 출전하여 팀의 준우승에 일조했다.
이후 1985년부터 1995년까지 FC 뉘른베르크(1985 ~ 1988), 아인트라흐트 프랑크푸르트(1988 ~ 1990, 1991 ~ 1994), 포르투나 뒤셀도르프(1990 ~ 1991), 함부르거 SV(1994 ~ 1995), 뒤나모 드레스덴(1995) 등 10년간 독일 분데스리가 무대를 누볐고 특히 아인트라흐트 프랑크푸르트 시절 분데스리가 1989-90에서 18골을 터뜨리며 FC 카이저슬라우테른의 슈테판 쿤츠를 제치고 외국 선수로는 최초로 분데스리가 득점왕에 오르며 프랑크푸르트의 리그 3위 입상 및 1990-91년 UEFA컵 1라운드 진출에 기여했다.
그 뒤 1995년부터 2001년까지 6년동안 스위스의 FC 취리히, FC 루가노, FC 로카르노 등에서 활동했지만 이렇다할 성과를 거두지 못했고 2000-01 시즌 이후 19년간의 현역 선수 생활을 마무리했다.

### 국가대표팀
1985년 노르웨이 A대표팀에 첫 발탁된 이후 국제 A매치 통산 27경기 5골을 기록했으며 1990년 10월 30일 열린 헝가리와의 UEFA 유로 1992 예선 3조 7차전 경기를 끝으로 국가대표팀 유니폼을 반납했다.

## 지도자 경력

### 유럽 리그
2001년 선수 은퇴 후 FC 루체른의 유소년팀 코치로 본격적인 지도자 커리어를 시작한 뒤 2003년 독일 2. 분데스리가 소속팀인 로트바이스 오버하우젠의 감독으로 선임되며 처음으로 성인팀의 지휘봉을 잡았다.
그 후 2005년 보루시아 묀헨글라트바흐의 코치로 잠시 지내다가 2007년 말 당시 그리스 3부 리그 강등 위기에 놓인 그리스 2부 리그 소속팀이던 크산티 FC의 감독으로 취임했지만 결국 팀의 3부 리그 강등을 막는데에 실패한 채 크산티 FC의 감독직에서 물러났다.
그리고 2008-09 시즌을 앞두고 독일 2부 리그 소속팀인 마인츠 05의 감독으로 부임하여 그 해에 팀을 2부 리그 준우승과 함께 차기 시즌 1부 리그 승격까지 이끌어낸 뒤 그리스 슈퍼리그의 라리사 FC, 독일 2부 리그의 카를스루에 SC의 감독을 맡았지만 이렇다할 성과가 없었으며 이후 3년간의 공백기를 거쳐 2015년 오스트리아 3부 리그의 아우스트리아 잘츠부르크의 감독을 맡았지만 같은 해 말 시즌 도중 팀을 떠났다.

### 북한 대표팀
2016년 5월 2018년 FIFA 월드컵 아시아 지역 2차 예선에서 탈락한 북한 축구 국가대표팀의 감독으로 선임되며 1993년 헝가리 출신 체르너이 팔 이후 23년만에 북한 대표팀 역사상 2번째 외국인 감독이 되었으며 1년 전 아시안컵에서 4강에 오른 이라크와의 친선 경기에서 팀 승리를 지휘했다.
이후 2017년 킹스컵, 2017년 EAFF E-1 풋볼 챔피언십, 2019년 AFC 아시안컵 3차 예선 등의 국제 대회에 참가했고 특히 2019년 AFC 아시안컵 3차 예선 B조 6경기에서 3승 2무 1패·조 2위로 북한의 3회 연속이자 통산 5번째 아시안컵 본선 진출을 이끌었지만 2018년 4월 계약 기간이 만료되면서 북한 대표팀 감독직에서 물러났다.

### 인천 유나이티드
2018 시즌이 진행 중이던 같은 해 6월 9일 강등 위기에 놓인 K리그1의 인천 유나이티드의 사령탑으로 선임되며 2004년 베르너 로란트, 2009년 일리야 페트코비치 이후 인천 구단 역사상 3번째 외국인 감독으로 취임했고 2018년 FIFA 월드컵으로 K리그 휴식기를 가진 후 7월 7일 전북 현대 모터스와의 2018년 K리그1 15라운드 경기에서 인천 감독 데뷔전을 치른 뒤 리그 막판 팀의 상승세를 이끈 끝에 10승 12무 16패·최종 9위로 1부 리그 잔류에 성공했지만 2019 시즌에서는 리그 7경기에서 1승 1무 5패의 부진한 성적에 그치며 인천 감독직에서 경질되었다.

### 홍콩 대표팀
인천 감독직에서 물러난지 2년이 지난 2021년 12월 18일 홍콩 축구 국가대표팀의 감독으로 선임되며 3년만에 다시 국가대표팀 지휘봉을 잡은 이후 첫 국제 대회인 2023년 AFC 아시안컵 3차 예선에서 2승 1패·D조 2위로 1968년 AFC 아시안컵 이후 55년만의 홍콩의 아시안컵 본선 진출을 이끌었다.
그로부터 1년 후 홍콩 U-23 대표팀의 사령탑으로 2022년 아시안 게임에 출전하여 이미 16강 진출을 확정지은 상황에서 열린 우즈베키스탄과의 C조 조별리그 2경기에서는 모두 패했지만 이후 16강에서 팔레스타인, 8강에서는 이란 등 한수 위의 팀들을 격파하는 파란을 일으키며 홍콩 축구 역사상 첫 아시안 게임 4강 진출이라는 대업을 이끌었다.
비록 2023년 AFC 아시안컵 본선에서는 아랍에미리트, 이란, 팔레스타인 등 중동의 강호들에 연달아 패하며 3전 전패·C조 꼴찌로 조별리그에서 탈락했지만 55년만의 아시안컵 본선 진출만으로도 큰 성과를 이뤄냈다는 평가를 받았고 2024년 4월 29일 홍콩 대표팀 사령탑에서 물러났으며 후임으로는 오스트리아 출신의 볼프강 루이저 감독이 선임되었다.

## 대회 성적

### 클럽 (선수)
프레드릭스타드 FK
- 노르웨이컵 : 우승 (1984)

볼레렝아 포트발
- 엘리테세리엔 : 3위 (1985)
- 노르웨이컵 : 준우승 (1985)

 아인트라흐트 프랑크푸르트
- 독일 분데스리가 : 3위 (1989-90)

### 클럽 (지도자)
마인츠 05
- 2. 분데스리가 : 준우승 (2008-09)

### 국가대표팀 (지도자)
홍콩 U-23
- 아시안 게임 : 4위 (2022)

### 개인
- 엘리테세리엔 득점왕 : 1985 (23골)
- 독일 분데스리가 득점왕 : 1989-90 (18골)

## 기타
- 안데르센 감독의 어머니 비요르 안데르센은 노르웨이의 전직 여자 핸드볼 선수로 1960년부터 1977년까지 노르웨이 여자 핸드볼 국가대표팀의 일원으로 활동하는 동안 세계 여자 핸드볼 선수권 대회에는 3번(1971, 1973, 1975) 출전했으나 하계 올림픽에는 한번도 출전하지 못했고 그의 아들인 니클라스 안데르센은 2006년부터 2018년까지 12년동안 프로 축구 선수로 로트바이스 에센, 베르더 브레멘, 켐니츠 FC, 바텐샤이트 09, SSVg 펠페르트 등에서 활약한 뒤 은퇴했으며 또한 국가대표팀으로는 2006년부터 2008년까지 독일 U-20 대표팀에서 뛰었지만 독일 A대표팀에는 한번도 발탁되지 못했다.
- 아인트라흐트 프랑크푸르트 소속으로 뛰던 1993년 독일 국적을 취득하면서 현재까지 노르웨이와 독일 이중 국적을 보유하고 있다.
- 북유럽 국가인 노르웨이 태생과 더불어 같은 북유럽 국가인 덴마크의 동화 작가 한스 크리스티안 안데르센과 같은 이름을 가졌기 때문에 대한민국에서 안데르센의 축구는 동화 축구로 자주 비유된다.[6]